# Шевирьов Іван Якович
Іва́н Я́кович Шевирьо́в (1859, Харків —7 липня 1920) — російський ентомолог, який народився, здобув освіту і певний час працював в Україні. Автор ґрунтовних досліджень жуків-короїдів та інших комах — шкідників лісу.

## Життєпис
Іван Якович Шевирьов народився у 1859 році у Харкові. Його батько Яків Іванович Шевирьов (1824-?) походив з Калуги, матір'ю була Варвара Іванівна Шевирьова (1827-?). Іван Шевирьов закінчив 3-ю Харківську гімназію (1878) та фізико-математичний факультет Харківського університету (1883).
Наступного року він переїхав до Санкт-Петербурга. Тут він працював вихователем у пансіоні при гімназії Гуревича (1884—1887), а потім прийняв запрошення М. О. Холодковського і став першим асистентом кафедри зоології Санкт-Петербурзького лісового інституту (1887—1896). Згодом він організував і очолив першу в Росії ентомологічну лабораторію Лісового департаменту Міністерства землеробства і державного майна (1898—1917). Тут він дослужився до чину дійсного статського радника
В роки громадянської війни він обіймав посаду викладача Воронезького (1918—1919), а згодом Кубанського сільськогосподарського інституту (1919—1920).
У 1919 році перебував у Києві, був членом Комітету вивчення фауни УАН.
Помер І. Я. Шевирьов 7 липня 1920 р. в Краснодарі і був похований на місцевому цвинтарі (За іншими даними, він помер в Абрау-Дюрсо Краснодарського краю).
Донька вченого, Єлизавета Старинкевич (1890, Санкт-Петербург — 1966, Київ) стала відомою українською літературознавицею, викладачкою та літературним критиком. Вона, зокрема, переклала з французької монографію Ж. А. Фабра, редактором перекладу став її батько.
Брат ентомолога, Петро Якович Шевирьов (1863—1887) був відомим народовольцем, якого стратили (разом з О. О. Ульяновим та іншими) за участь у змові з метою царевбивства.

## Наукова і громадська діяльність
Як ентомолог І. Я. Шевирьов дебютував статтею про перетинчастокрилих Полтавської і Харківської губерній (1883).
І. Шевирьов — один з перших лісових ентомологів Російської імперії. Він встановив особливості біології найпоширеніших видів шкідників лісу, започаткував вивчення комах степових штучних лісів. Зокрема, влітку 1890 року він вивчав шкідників дерев у зразковому степовому Бердянському лісництві. І. Шевирьов запропонував точний метод визначення кількості стадій личинок паразитичних перетинчастокрилих. Йому також належить ідея методу інтоксикації рослин для знищення шкідників.
З-під пера Івана Яковича вийшло понад 60 наукових праць. Серед них книги:
- Практическая энтомология. — СПб.: тип. Канцелярии с.-петерб. градоначальника, 1887
- Описание вредных насекомых степных лесничеств и способов борьбы с ними — СПб.: тип. И. Н. Скороходова, 1893. — 143 с.
- Загадка короедов (1905, 1907, 1910)і четверте видання — у 1969 році (за ред. П. Г. Трошаніна, М.: Лісова промисловість. — 96 с.)
- Внекорневая подкормка больных деревьев с целью их лечения и уничтожения паразитов (1903)
- Сельское хозяйство и лесоводство (1903)
- Паразиты і сверхпаразиты из мира насекомых (1912)

У творчому доробку вченого також численні статті:
- О некоторых вредных в садоводстве насекомых Харьковской губернии. — СПб., 1888—1889
- О некоторых вредных в садоводстве насекомых Харьковской губернии — Харьков, 1890
- О вредных насекомых степных лесничеств в 1889 г.(отчёт Лесному департаменту). — СПб.: тип. В. Демакова, 1891. — 139 с. — https://viewer.rusneb.ru/ru/rsl01003661278?page=5.
- Вредные лесные насекомые Южной России. Наблюдения 1891 г. / Ив. Шевырев. — СПб.: тип. В. Демакова, 1892—1893. — 3 т. — (Второй отчет Лесному департаменту).
- Шелкопряд-монашенка или шелкопряд-монах и способы борьбы с ним. — СПб.: Лесн. деп., 1894. — 72 с.
- Можно ли делать борьбу с монашенкой обязательной для всех лесовладельцев Средней России? — СПб.: тип. В. Демакова, 1894. — 15 с. — https://viewer.rusneb.ru/ru/rsl01003636856?page=5
- О границах распространения майских жуков (Melolontha и Polyphylla) в Европейской России — СПб.: тип. Имп. Акад. наук, 1897. — 16 с
- Общий обзор жизни вредных насекомых и способ борьбы с ними. — [Санкт-Петербург]: тип. Спб. градоначальства, [1899]. — 42 с.;
- Друзья и враги плодового сада (1900)
- Внекорневое питание больных деревьев с целью их лечения и уничтожения паразитов // Сельское хозяйство и лесоводство", — 1903
- Значение насекомоядных птиц в лесу и степи (Исслед. по вопр. о питании птиц) / Д. В. Померанцев и И. Я. Шевырев. — СПб.: тип. М. А. Александрова, 1910. — [2], 99 с. — (Главное управление землеустройства и земледелия. Лесной департамент. Труды по лесному опытному делу в России; Вып. 24).
- Загадка короедов. — 3-е изд., испр. и доп. — СПб.: тип. т-ва «Обществ. польза», 1910. — 106 с. : ил.
- Паразиты и сверхпаразиты из мира насекомых. Вып. 1 / Ив. Шевырев. — СПб.: изд. авт. при пособии Лесного деп., 1912.
- Возрождение пчеловодства в казенных лесах — М,: изд. авт., 1917. — 22 с.

І. Я. Шевирьов редагував російські переклади класичної праці Ж. А. Фабра «Инстинкт и нравы насекомых» (1905), а також доробки М.-Р. Штандфуса і А. Лейриця . Він є автором низки статей у «Енциклопедичному словнику» Брокгауза та Ефрона і «Повній енциклопедії російського сільського господарства».
Учень І. Я. Шевирьова — Василь Ілліч Плотников, асистент лабораторії Лісового департаменту, засновник Туркестанської станції захисту рослин (Ташкент), на базі якої згодом виник НДІ захисту рослин.
Визнанням наукових заслуг І. Я. Шевирьова стало обрання його секретарем і почесним членом Російського ентомологічного товариства (1908). Серед його друзів були знані російські ентомологи М. О. Холодковський, М. М. Римський-Корсаков, А. П. Семенов-Тянь-Шанський, Г. Г. Якобсон та О. В. Яцентковський.